# Богданов Дмитро Володимирович
Дмитро Володимирович Богданов (нар. 6 березня 2007, Київ, Україна) — український футболіст, нападник німецького клубу «Динамо» (Дрезден). Бронзовий призер юнацького чемпіонату Європи 2024 у складі збірної України U-19.

## Ігрова кар'єра

### Клубна
Дмитро Богданов народився у Києві і почав займатися футболом в клубній академії київського «Динамо». Після початку повномасштабного російського ввторгнення в Україну навесні 2022 року Дмитро разом з родиною виїхав до Німеччини, де приєднався до молодіжної команди дрезденського «Динамо». Дмитро починав грати за юнацьку команду U-17. У вересні 2023 року футболіст підписав з клубом довгостроковий контракт.
На початку 2024 року Дмитра перейшов до команди U-19, де він відзначався високою результативністю. Наприкінці сезону 2023/24 Богданов отримав змогу тренуватися з першою командою «Динамо», що грає в Третій лізі Німеччини. 4 травня 2024 року у грі проти «Ферля» Дмитро дебютував на професійному рівні в головній команді «Динамо» в Лізі 3.

### Збірна України
З 2023 року Дмитро Богданов виступає на міжнародному рівні. В складі юнацьких збірних України U-17 та U-19 він брав участь у фінальних стадіях юнацьких чемпіонатів Європи відповідних вікових категорій.

## Досягнення
Юнацька збірна України (U-19):
 Бронзовий призер юнацького чемпіонату Європи: 2024

## Родина
Батько Дмитра Володимир Богданов свого часу грав в молодіжній команді дортмундської «Боруссії».